# توماس فنتون
توماس فنتون (بالإنجليزية: Thomas Fenton)‏ هو كاتب سيناريو أمريكي، ولد في القرن العشرين.

## وصلات خارجية
- توماس فنتون على موقع IMDb (الإنجليزية)
- توماس فنتون على موقع قاعدة بيانات الفيلم (الإنجليزية)